# Cózar
Cózar település Spanyolországban, Ciudad Real tartományban. Cózar Almedina, Torre de Juan Abad, Montiel és Villanueva de los Infantes községekkel határos. Lakosainak száma 899 fő (2024).

## Népesség
A település népessége az elmúlt években az alábbi módon változott:
| Lakosok száma | 1275 | 1293 | 1303 | 1243 | 1204 | 1134 | 1062 | 969  | 923  | 899  |
|               | 2001 | 2004 | 2006 | 2009 | 2011 | 2014 | 2016 | 2019 | 2021 | 2024 |